# Laura Fazliu
Laura Fazliu, född 28 september 2000, är en kosovansk judoutövare.

## Karriär
Vid olympiska sommarspelen 2024 i Paris tog Fazliu brons i 63 kg-klassen efter att ha besegrat kroatiska Katarina Krišto i bronsmatchen.